# Чёрная вдова
Чёрная вдова (лат. Latrodectus mactans) — вид пауков, распространённый в Северной и Южной Америке. Опасен для человека.

## Описание
Взрослый паук окрашен в чёрный цвет. Самки, как правило, имеют красное пятно в форме песочных часов на нижней стороне брюшка и несколько красных пятнышек около паутинных бородавок и на спине. Длина тела самки 8—10 мм.
Взрослые самцы чёрной вдовы отличаются от самок мелкими размерами (3—4 мм в длину) и удлинённым брюшком (у самок оно круглое). Ноги их раскрашены в оранжево-чёрную полоску, на боках брюшка — красные и белые отметины.
Молодые паучки окрашены в белый или желтовато-белый цвет и темнеют с каждой последующей линькой.

## Образ жизни
Пауки живут поодиночке и встречаются друг с другом только для спаривания.
Питается чёрная вдова в основном насекомыми, но иногда также многоножками и другими пауками.
Средняя продолжительность жизни в природе около года, максимально до 3 лет, в неволе до 4.

## Забота о потомстве
Отложенные яйца самка обматывает паутиной, так что в конце концов получается плотный яйцевой кокон грушевидной формы. Самка носит его с собой и охраняет до тех пор, пока внутри него не вылупятся молодые паучата. Вскоре после этого они выбираются из кокона и начинают самостоятельную жизнь.
Паучата вылупляются через 2—4 недели.

## Опасность для человека
Чёрная вдова не агрессивна по отношению к человеку и кусает его лишь для самозащиты в безвыходной ситуации (если, например, паука придавить рукой).
Укусы чёрной вдовы опасны — они вызывают болезненное состояние, известное как латродектизм. Через час после укуса нейротоксин под названием α-латротоксин распространяется по лимфатической системе жертвы. Возникает крайне болезненная судорога мышц живота. Возможна рвота, обильное потоотделение, жажда. Однако при надлежащем лечении болезнь, как правило, заканчивается полным выздоровлением.

### Смертность от укусов
Сведения о погибших от укусов чёрной вдовы несколько противоречивы.
В книге «Arthropod venoms» указывается, что, по данным публикации 1932 года, летальность в США составила около 6 % (38 из 613 случаев), с оговоркой, что эти данные «конечно не включают случаи лёгкого течения болезни, учёт которых существенно снизил бы величину смертности».
Другие авторы утверждают, что не известно ни одного случая смерти от пауков рода Latrodectus в Америке (но в литературе описано несколько случаев, связанных с пауками этого рода, в других частях света).
В наше время в США ежегодно регистрируется около 2500 укусов чёрной вдовы, лишь часть из которых требует медицинской помощи
(в 2008 году — 2511, из них потребовалась медицинская помощь — 996; в 2010 году — 2156 и 892), при этом ни один пациент не умер.

## Название
Паука называют «чёрной вдовой», так как самка иногда съедает самца после спаривания. Однако бывает, что самец уходит целым и невредимым и даже может позже спариться с другой самкой.